# Nederlandse kampioenschappen schaatsen afstanden 2015 - 10.000 meter mannen
De 10000 meter mannen op de Nederlandse kampioenschappen schaatsen afstanden 2015 werd op zondag 2 november 2014 in ijsstadion Thialf te Heerenveen verreden, waarbij 14 deelnemers startten.

## Uitslag
| #      | Schaatsster         | tijd     |
| ------ | ------------------- | -------- |
| Goud   | Jorrit Bergsma      | 12.59,16 |
| Zilver | Bob de Jong         | 13.08,98 |
| Brons  | Erik Jan Kooiman    | 13.09,84 |
| 4      | Jouke Hoogeveen     | 13.13,79 |
| 5      | Wouter olde Heuvel  | 13.16,24 |
| 6      | Frank Vreugdenhil   | 13.18,07 |
| 7      | Douwe de Vries      | 13.19,20 |
| 8      | Bob de Vries        | 13.19,62 |
| 9      | Sven Kramer         | 13.23,74 |
| 10     | Arjen van der Kieft | 13.24,24 |
| 11     | Simon Schouten      | 13.29,64 |
| 12     | Robert Bovenhuis    | 13.37,13 |
| 13     | Jos de Vos          | 13.39,48 |
|        | Jan Blokhuijsen     | DNF      |

Uitslag op 
1987 · 
1988 · 
1989 · 
1990 · 
1991 · 
1992 · 
1993 · 
1994 · 
1995 · 
1996 · 
1997 · 
1998 · 
1999 · 
2000 · 
2001 · 
2002 · 
2003 · 
2004 · 
2005 · 
2006 · 
2007 · 
2008 · 
2009 · 
2010 · 
2011 · 
2012 · 
2013 · 
2014 · 
2015 · 
2016 · 
2017 · 
2018 · 
2019 · 
2020 · 
2021 · 
2022 · 
2023 · 
2024 · 
2025